# Nieuw-Caledonische nachtzwaluw
De Nieuw-Caledonische nachtzwaluw (Eurostopodus exul) is een vogel uit de familie Caprimulgidae (nachtzwaluwen). De vogel werd in augustus 1939 verzameld en in 1941 als ondersoort  Eurostopodus mystacalis exul door de Duits/Amerikaanse evolutiebioloog Ernst Mayr. Het is een ernstig bedreigde, endemische vogelsoort in Nieuw-Caledonië.

## Kenmerken
De vogel is 26 cm lang. De vogel heeft een bijna zwarte kruin en is verder zilvergrijs met een patroon van donkere streepjes en vlekjes. Van onder is de vogel overwegend donker grijsbruin met een kleine lichte vlek onder de kin. De vogel is egaler, bleker en kleiner dan de baardnachtzwaluw (E. mystacalis).

## Verspreiding en leefgebied
Deze soort is endemisch in Nieuw-Caledonië, een eiland in het Franse overzees gebiedsdeel Nieuw-Caledonië in de Grote Oceaan.

## Status
In 1939 werd de vogel gevangen in een nabij de kust gelegen savannegebied. Daarna zijn er geen waarnemingen meer. Er is dus bijna niets over de vogel bekend. Mogelijk bestaat er nog een kleine populatie (minder dan 50 individuen). Omdat binnen het gebied habitatverlies plaatsvindt door aangestoken branden, houtkap en mijnbouwactiviteiten, staat de vogel als ernstig bedreigd op de Rode Lijst van de IUCN.